# Aignes-et-Puypéroux
Aignes-et-Puypéroux är en kommun i departementet Charente i regionen Nouvelle-Aquitaine i västra Frankrike. Kommunen ligger  i kantonen Montmoreau-Saint-Cybard som ligger i arrondissementet Angoulême. År 2018 hade Aignes-et-Puypéroux 244 invånare.

## Befolkningsutveckling
Antalet invånare i kommunen Aignes-et-Puypéroux
Referens:INSEE